# Хормалинское сельское поселение
Хормали́нское се́льское поселе́ние (чув. Хурамал ял тăрăхĕ) — муниципальное образование в Ибресинском районе Чувашской Республики Российской Федерации.
Административный центр — село Хормалы.

## География
Хормалинское сельское поселение граничит: на севере — с землями Климовского, Новочурашевского, Айбечского сельских поселений Ибресинского района Чувашии, на востоке — с землями Асановского сельского поселения Комсомольского района Чувашии, Чувашско-Тимяшского сельского поселения Ибресинского района, Сюрбей-Токаевского сельского поселения Комсомольского района, на юге и западе — с землями Чувашско-Тимяшского сельского поселения Ибресинского района.
Земли поселения расположены в бассейне реки Кубня и её притоков (Хома и др.).

## История
Статус и границы сельского поселения установлены Законом Чувашской Республики от 24 ноября 2004 года № 37 «Об установлении границ муниципальных образований Чувашской Республики и наделении их статусом городского, сельского поселения, муниципального района и городского округа».
С 1 октября 1927 года до декабря 1991 года — Хормалинский сельский совет, до 1 января 2006 года — Хормалинская сельская администрация.
Планируется, что платная автодорога Москва — Нижний Новгород — Казань пройдет по следующим поселениями Ибресинского района: городское поселение Ибресинское, сельские поселения Андреевское, Климовское, Чувашско-Тимяшское, Хормалинское, Новочурашевское, Айбечское.

## Население
| 2010  | 2012  | 2013  | 2014  | 2015  | 2016  | 2017  |
| ----- | ----- | ----- | ----- | ----- | ----- | ----- |
| 2578  | ↘2493 | ↘2470 | ↘2411 | ↘2346 | ↘2306 | ↘2272 |
| 2018  | 2019  | 2020  | 2021  |       |       |       |
| ↘2244 | ↘2178 | ↘2167 | ↘2144 |       |       |       |

По данным Всероссийской переписи населения 2002 года в населённых пунктах Хормалинской сельской администрации проживали 2785 человек, в пяти населённых пунктах преобладающая национальность — чуваши (98—100 %), в посёлке Первомайск — татары (62 %).

## Состав сельского поселения
Хормалинское сельское поселение образуют 6 населённых пунктов:
| № | Населённый пункт | Тип населённого пункта       | Население |
| - | ---------------- | ---------------------------- | --------- |
| 1 | Андрюшево        | деревня                      | ↗456      |
| 2 | Ленино           | посёлок                      | ↗80       |
| 3 | Новые Высли      | деревня                      | ↘536      |
| 4 | Первомайск       | посёлок                      | →0        |
| 5 | Хом-Яндобы       | деревня                      | ↗278      |
| 6 | Хормалы          | село, административный центр | ↘1230     |